# Rattbach (Werse)
Der Rattbach ist ein orografisch rechter Zufluss zur Werse in Nordrhein-Westfalen. Der 2,9 km lange Bach entspringt  am nördlichen Stadtrand von Beckum und mündet nach einem südsüdwestlichen Lauf am westlichen Stadtrands von Beckum in die Werse. Im Beckumer Stadtgebiet ist ein erheblicher Teil verrohrt.